# Étymologie des prénoms nord-amérindiens
 (septembre 2010).
Si vous disposez d'ouvrages ou d'articles de référence ou si vous connaissez des sites web de qualité traitant du thème abordé ici, merci de compléter l'article en donnant les références utiles à sa vérifiabilité et en les liant à la section « Notes et références ».
 (juillet 2018).
L’étymologie des prénoms nord-amérindiens aborde le sujet complexe de leur origine. Prénoms sur lesquels il y a parfois une controverse, dans la mesure où le manque d'éléments ne permet pas d'attester toujours avec certitude l'origine étymologique des prénoms. Il existe toutefois des sources fiables auxquelles se référer.

## Origine des prénoms nord-amérindiens
Les prénoms nord-amérindiens prennent souvent ancrage dans le monde des Amérindiens, dans la nature qui les entoure, dans les forces surnaturelles qu'ils perçoivent, dans les qualités des personnes, ou bien d'autres événements de la vie, souvent liés à la naissance. Lorsqu'ils font référence à la nature, c'est parfois en référence à une qualité humaine.
Le terme nord-amérindien recouvre de très nombreuses tribus divisées essentiellement en 10 groupes que des ethnologues ont classés par région culturelle. Parmi les nombreux peuples, on peut citer les : Abénaquis, Algonquins, Apaches, Athabaskans, Pieds-Noirs (Blackfoot), Caddos, Chérokîs, Cheyennes, Tchipewyans, Ojibwés, Chactas, Comanches, Cris, Creeks, Crows, Dénés, Lenapes, Haïdas, Hopis, Inuktitut, Kiowas, Lenapes, Malécites, Mescaleros, Passamaquoddys, Mesquakies, Mohawks, Mojaves, Munsee, Muskogee, Navajos, Nez-Percés, Nuxalk, Ojibway, Onneiouts, Osages, Pawnees, Pimas, Potéouatamis, Salish, Sauks, Séminoles, Sénécas, Chaouanons, Shoshones, Sioux (Dakotas, Lakotas dont les Oglalas, Nakotas), Tohono O'odham, Tlingits et Yaquis.

## Controverse sur les prénoms nord-amérindiens
Les Amérindiens étaient les premiers habitants des actuels États-Unis et Canada. C'est pourquoi beaucoup de noms de lieux, et dans une moindre mesure de prénoms sont d'origine amérindienne. Cependant certains prénoms semblent d'origine amérindienne alors qu'ils ne le sont pas réellement.
Il est probable que les premiers colons aient entendu les noms amérindiens dans leur langue originelle et ont essayé d'en faire une traduction dans leur propre langue. Or il arrive alors que le nom amérindien original soit mal orthographié et mal prononcé. Ou encore que des noms nord-amérindiens aient été pris pour des prénoms. Par exemple :
- Dakota : prénom masculin et féminin qui signifierait « ami » en sioux, selon des livres américains de prénoms. Dakota est en réalité le nom d'une tribu sioux, mais en aucun cas un prénom sioux. Par ailleurs, cela ne signifie pas « ami » mais est un mot pluriel signifiant « les alliés ».
- Hateya : prénom féminin amérindien des Miwoks, qui signifierait « trace de pas dans le sable ». Cette traduction semble un embellissement de la réalité, car en miwok le mot « ha·t'ej » signifie « appuyer avec le pied » ou bien « faire des traces ». Sans doute le nom « Hateya » est-il la contraction et l'anglicisation de deux mots qui ensemble signifiaient bien « trace de pas dans le sable ».
- Nahima ou Nahimana : prénom féminin qui signifierait « mystique » en sioux. Il s'agit sans doute d'une mauvaise traduction du mot dakota sioux qui signifie « secret » pas dans une dimension mystique, mais plus dans celle d'un espion.

Il arrive aussi que des prénoms soient des emprunts des peuples nord-amérindiens de mots d'origine occidentale. Par exemple :
- Angeni, prénom féminin qui signifie « ange », a probablement une origine européenne ; peut être de l'anglais « angel », puisque de nombreuses langues amérindiennes n'ont pas de lettre « L », et comme le mot potawatomi « azhe'ni' » ou le mot ojibwé « aanzhenii ». Le concept d'ange n'existait pas avant la colonisation européenne.
- Sakari est un prénom féminin qui signifierait « douce » en inuktitut. Mais il ne s'agit pas d'un nom traditionnel inuit, et proviendrait d'une langue indo-européenne, dans laquelle le terme signifie « doux » ou « sucre[3] ». Il s'agirait peut-être aussi d'un emprunt au finnois, voire du grec.

Par ailleurs, il est arrivé que des prénoms avec d'autres origines comme le grec, l'espagnol, l'hindi ou le russe soient pris pour des prénoms amérindiens, cela souvent pour des raisons de proximité sonore. Des noms de lieux - notamment des villes - ont également été pris pour des prénoms amérindiens. Erreur sans doute due au fait que ces noms de lieux ont eux une origine amérindienne. Par exemple :
- Ayiana est un prénom féminin faussement considéré comme amérindien, qui signifierait « fleur éternelle » en chérokî. Il semble que ce prénom n'ait pas de signification particulière en chérokî, voire dans aucune langue amérindienne. Il s'agit probablement d'une variante d'Ayanna, prénom afro-américain ou jamaïcain ou encore d'une variante d'Ayana, prénom indien (hindi).
- Chenoa est un prénom féminin faussement considéré comme amérindien, qui signifierait « colombe blanche » en chérokî. Son origine viendrait plutôt d'une petite ville de l'Illinois (États-Unis) dénommée « Chenoa » dont l'origine du nom n'est pas certaine. Les autorités locales suggèrent que Chenoa aurait été nommée par son fondateur qui venait d'une autre ville du Kentucky. Dans ce cas, Chenoa pourrait avoir une origine chérokîe, dont la signification se serait perdue. Mais probablement sans lien avec les colombes. Le mot chérokî pour « colombe » est « woya » et « unega woya » pour « colombe blanche ».
- Taima est un prénom féminin qui signifierait « fracas du tonnerre » ou "Foudre" en navajo. Ce prénom n'a certainement pas ce sens en navajo, mais son origine pourrait être d'une autre langue, voire du nom d'un lieu dont l'origine serait elle, amérindienne. En fait, le mot "Taima" provient de l'Inuktitut du nunavut et du nunavik.
- Satinka est un prénom masculin et féminin faussement considéré comme amérindien qui signifierait « danseuse magique » ou « danseur sacré » dans une langue amérindienne non spécifiée. Cette origine semble erronée, car ce terme n'est pas mentionné dans l'histoire tribale ou dans la littérature anthropologique, ni nulle part avant 1990 concernant cet usage. Il est possible que cela signifie « danseur » ou « danse » dans un langage amérindien. Mais étant donné qu'il n'est pas un prénom traditionnel et que son origine semble récente, il est plus probablement inspiré de prénoms d'origine russe comme Katinka, voire de noms de lieu d'origine russe.

Sans parler de quelques assez rares prénoms qui ne sont pas à proprement parler amérindiens, mais sont les inventions de romanciers ayant écrit sur les Amérindiens. Par exemple : 
- Enola qui n'est aucunement d'origine amérindienne, mais est l'anacyclique du mot anglais alone, donné à une héroïne de roman[4]. C'est à la suite de ce roman que ce prénom fut réellement donné.
- Kaya est un prénom féminin faussement considéré comme amérindien qui signifierait « petite sœur » ou « sœur ainée » en hopi. Cette origine semble fausse, car il n'y a pas de mot comme celui-là en hopi[réf. nécessaire]. Son origine proviendrait plutôt du personnage fictionnel amérindien dénommé « Kaya » dans « American Girl » de la littérature pour enfants. Dans ce livre, Kaya est une abréviation du nom de cette fille : Kaya'aton'my' qui est un vrai nom Nez-Percés.

Toutefois ces prénoms sont aujourd'hui portés - essentiellement aux États-Unis, Canada et en Australie.

## Exemples de prénoms liés à la nature
- Abey : prénom féminin qui signifie « feuille » - Peuple Sioux, tribu Omahas.
- Abeytu : prénom féminin qui signifie « feuille verte » - Peuple Sioux, tribu Omahas.
- Adriel : prénom masculin qui signifie « castor » symbole d'adresse.[précision nécessaire]
- Ama : prénom féminin qui signifie « eau » - Peuple chérokî.
- Bena : prénom féminin d'origine qui signifie « faisan ».
- Chayton : prénom masculin qui signifie « faucon » (Cetan prononcé ché-tane) - Langues siouanes.
- Chilali : prénom féminin qui signifie « oiseau de neige ».[précision nécessaire]
- Chimalis : prénom féminin qui signifie « oiseau bleu ».
- Cholena : prénom féminin qui signifie « oiseau ».
- Chumani : prénom féminin  qui signifie « goutte de rosée » - Peuple sioux.
- Coahoma : prénom féminin qui signifie « panthère rouge » - Tribu des Choctaws.
- Dena : prénom féminin qui signifie « vallée ».
- Doli : prénom féminin qui signifie « oiseau bleu » - Peuple navajo.
- Donoma : prénom féminin qui signifie « le soleil est là » - Peuple sioux, tribu des Omahas.
- Dyani : prénom féminin qui signifie « cerf ».
- Hateya : prénom féminin qui signifie « trace de pas dans le sable ».[précision nécessaire]
- Huyana : prénom féminin qui signifie « pluie qui tombe ».[précision nécessaire]
- Kaliska : prénom féminin qui signifie « coyote chassant le cerf ».[précision nécessaire]
- Kiona : prénom féminin qui signifie « colline dorée ».[précision nécessaire]
- Kishi : prénom féminin qui signifie « nuit ».[précision nécessaire]
- Magena : prénom féminin qui signifie « lune montante ».[précision nécessaire]
- Migina : prénom féminin qui signifie « lune descendante » - Peuple sioux, tribu des Omahas.
- Népeese, prènom féminin signifiant ""saule-pleureur"
- Nita : prénom féminin qui signifie « ours ».[précision nécessaire]
- Ozalee : serait un prénom féminin qui signifierait « soleil levant ».[précision nécessaire]
- Paco : prénom masculin qui signifierait « aigle à la tête blanche ».
- Papina : prénom féminin qui signifie « lierre ».[précision nécessaire]
- Petunia : prénom féminin qui signifie « fleur ».[précision nécessaire]
- Sora :prénom féminin qui signifie « oiseau chantant qui prend son vol ».[précision nécessaire]
- Tadi : prénom masculin qui signifie « vent ».
- Waban : prénom masculin qui signifie « vent d'est ».
- Waneta : prénom masculin ou féminin qui signifie « destrier », c'est-à-dire cheval de bataille.[précision nécessaire]
- Yahto : prénom masculin qui signifie la couleur « bleue ».
- Yepa : prénom féminin qui signifie « princesse de l'hiver ».[précision nécessaire]

## Exemples de prénoms liés aux forces surnaturelles
- Angeni : prénom féminin qui signifie « ange » - Dans de nombreuses langues amérindiennes, par exemple en potawatomis ou en ojibwé.
- Kwanita : prénom masculin et féminin qui signifie « les esprits sont bons ».
- Wakanda : prénom féminin qui signifie « pouvoir magique intérieur » - Peuple dakota.

## Exemples de prénoms liés aux qualités des personnes
- Anoki : prénom masculin qui signifie « comédien ».
- Bly : prénom masculin qui signifie « grand ».
- Cheyenne : prénom féminin et masculin qui signifie « orateur inintelligible » - Peuple cheyenne.
- Ehawee : prénom féminin qui signifie « elle rit » - Peuple Sioux, tribus dakotas ou lakotas.
- Etania : prénom féminin qui signifie « riche ».
- Eyota : prénom féminin qui signifie « la meilleure » - Peuple sioux.
- Halona : prénom féminin qui signifie « fortunée ».
- Kachina : Prénom féminin qui signifie « danseuse sacrée ».
- Mahala : prénom féminin qui signifie « femme ».
- Nahima : prénom féminin qui signifie « mystique ».
- Natane : prénom féminin qui signifie « fille » ou « ma fille » - Peuples algonquiens, tribu des Arapahos.
- Nirvelli : prénom féminin qui signifie « enfant de l'eau ».
- Nokomis : prénom féminin qui signifie « fille de la lune ».
- Olathe : prénom féminin qui signifie « belle » - Peuple shawnee.
- Patamon : prénom masculin qui signifie « en colère ». - Peuple sud-amérindien Patamona ?
- Sahale : prénom masculin qui signifie « au-dessus ».
- Wapi : prénom masculin qui signifie « heureux ».
- Wakiza : prénom masculin qui signifie « guerrier déterminé ».
- Yancy : prénom masculin (parfois féminin) qui signifie « anglais » (dérivé de « Yankee » ?).

## Exemples de prénoms liés aux évènements de la vie
- Abequa : prénom féminin d'origine qui signifie « reste à la maison » pour une femme - En Algonquien : ojibwa, ojibway, ojibwe et chippewa.
- Anaba : prénom féminin qui signifie « elle rentre de la bataille ».
- Dezba : prénom féminin qui signifie « qui va à la guerre » - Peuple navajo.
- Aquene : prénom féminin qui signifie « paix ».
- Namata : prénom féminin qui signifie « épouse de Geronimo » - Peuple apache.
- Nuna : prénom féminin qui signifie « pays » chez les Inuits.
- Oneida : prénom féminin qui signifie « impatiemment attendue » - Peuple iroquois, tribu des Oneidas.
- Poloma : prénom féminin qui signifie « arc » - Tribu des Choctaws.
- Tyee : prénom masculin qui signifie « chef » - Peuple Chinook.
- Winona : prénom féminin qui signifie « fille première née » - Peuple sioux.
- Yuma : prénom masculin qui signifie « fils du chef » - Peuple yuman, nord-amérindiens originaires de Basse-Californie (Mexique).

## Fréquence de ces prénoms
La plupart de ces prénoms sont aujourd'hui peu usités aux États-Unis. Cela s'explique par le faible nombre d'Amérindiens vivant actuellement aux États-Unis. Mais sans doute aussi par le souhait de certains de porter des prénoms occidentaux, synonymes pour ces personnes d'intégration.
Par ailleurs, la plupart de ces prénoms ont été très peu donnés en France. On note toutefois que certains prénoms sont plus fréquemment donnés qu'auparavant[Quand ?].